# الأيرلندي (رواية)
الأيرلندي (بالإنجليزية: The Irishman)‏ رواية للروائية الأسترالية إليزابيث أوكونر. صدرت في عام 1960، ونالت جائزة جائزة مايلز فرانكلين.

## الفيلم المقتبس
في عام 1978، قام المخرج الأسترالي دونالد كرومبي بتحويل الرواية إلى فيلم سينمائي، حمل الاسم ذاته، وقام ببطولته كل من مايكل كريغ، سيمون بيرك وروبين نيفين.